# 창원솔라타워
창원솔라타워(영어: Changwon Solar Tower)는 대한민국 경상남도 창원시 진해구 명동 음지도에 위치한 타워다. 2010년 4월에 착공하여 2012년 12월에 준공되었다. 창원에 위치한 해양솔라파크에 완공된 타워다. 완공 후 진해는 해양관광지가 되었다. 2012년에 완공된 100m가 넘는 타워는 처음이다.

## 역사
2010년에 착공하여 2012년 12월 1일에 해양솔라파크에 위치한 타워가 완공하였다. 태양열발전 전망 타워가 준공된 것이다. 같은 해 주변공사 착공하였고 2013년 3월 24일 개장을 앞두고 있고 3월 25일 개장을 목표로 하고 있다. 4월 주변도로와 보도데크 등 주변공사가 완료되었다. 군항제 기간 동안 임시로 개장했다. 10월 10일 해양솔라파크 개장했다.

## 높이
타워동의 높이는 136m이고 전망대 높이는 120m이다. 경상남도 양산시 동면에 위치한 2008년에 완공된 양산타워의 높이는 160m이고 탑신은 135m, 철탑은 25m인데 160m짜리 전망탑보다 낮다.

## 특징
진해 해양솔라파크에 위치하고 있다. 완공 후 국내 최대 태양관발전 타워가 되었다. 현재 국내 최대 태양관발전 타워다. 국내 최대 하늘발전소다. 2013년 4월 25일만 관람객 6만 5000명이 방문하였다. 2016년 기업 명소로 선정되었다.

## 내부 시설
창원솔라타워의 내부 시설이다.
| 층수 | 시설                                                             |
| ---- | ---------------------------------------------------------------- |
| 28층 | 솔라북카페, 느린 우체통(3개월, 6개월, 1년 뒤 보내는 설렘과 감동) |
| 27층 | 전망대(120m 아찔판), 트릭아트                                    |
| 2층  | 에너지 전시관                                                    |
| 1층  | 안내데스크, 로비                                                 |

## 같이 보기
- 대한민국의 마천루 목록
- 경상남도의 마천루 목록
- 창원시의 마천루 목록